# موسى وليامز
موسى وليامز (بالإنجليزية: Moses Williams)‏ هو جندي أمريكي، ولد في 10 أكتوبر 1845 في Carrollton, New Orleans ‏ في الولايات المتحدة، وتوفي في 23 أغسطس 1899 في فانكوفر في الولايات المتحدة.